# US Nœux-les-Mines
US Nœux-les-Mines is een Franse voetbalclub uit Nœux-les-Mines.
De club werd in 1909 opgericht en speelt in het Stade Camille-Tisserand. De club had haar grootste successen in de periode tussen 1976 en 1982 waarin het enkele jaren in de Ligue 2 speelde. In 1976 werd de club kampioen in de Division 3 Noord en promoveerde naar de Ligue 2 en speelde een jaar later, niet succesvol, in de play-offs om promotie naar de Ligue 1. In 1978 degradeerde de club maar werd een jaar later wederom kampioen in de Division 3. In 1983 degradeerde de club, ondanks een tiende plaats in de competitie, opnieuw vanwege financiële problemen. De club zakte weg en speelt anno 2010 op het achtste Franse niveau.

## Bekende spelers en trainers
- Raymond Kopa  (jeugdspeler 1941-49)
- Cas Janssens (speler 1976-77)
- Guy Debeugny (trainer 1976-78)
- Gérard Houllier (trainer 1978-82)
- René Sillou (trainer 1982-83)

## Erelijst
- Division 3  "Nord" (2):
  - Kampioen : 1976 et 1979.
- Division d'honneur "Ligue Nord-Pas-de-Calais" (2):
  - Kampioen: 1949 et 1971.
- Promotion d'honneur "Ligue Nord-Pas-de-Calais":
  - Kampioen: 2008.